# Trần Thị Băng Thanh
Trần Thị Băng Thanh (sinh 1938) là một nhà nghiên cứu văn học người Việt Nam. Bà được mệnh danh là "Bà đồ nho" với rất nhiều công trình nghiên cứu, biên soạn, viết sách, dịch thuật văn học phương Đông nổi tiếng và là nữ giảng viên đầu tiên dạy Hán Nôm bậc Đại học tại miền Bắc Việt Nam.

## Cuộc đời và sự nghiệp
Bà sinh ngày 20 tháng 3 năm 1938, nguyên quán tại Lý Nhân, Hà Nam.
Tháng 9 năm 1961 đến tháng 9 năm 1964, bà dạy văn học ở trường Trung cấp Ngoại ngữ. Tháng 10 năm 1964 đến hết năm 1965, bà là biên tập viên của Tổ Thuật ngữ thuộc Ủy ban Khoa học nhà nước, sau tách ra thành Ủy ban Khoa học Xã hội.
Tháng 1 năm 1969, bà công tác tại Ban Văn học Cổ Cận đại thuộc Viện Văn học Việt Nam. Từ năm 1984, bà được thăng ngạch nghiên cứu viên và được bổ nhiệm làm Phó ban Văn học Cổ cận đại Việt Nam. Từ năm 1986 đến năm 1989, bà được giao kiêm Phó chủ nhiệm lớp Chuyên tu Hán Nôm, tham gia giảng dạy chuyên đề Trang Tử, Đường Thi, Hán Thi cho lớp chuyên tu Hán do Viện Văn học tổ chức. Năm 1987, bà bảo vệ thành công luận án Tiến sĩ chuyên ngành Văn học cổ Việt Nam. Năm 1991, bà được phong học hàm Phó giáo sư.
Bà nghỉ hưu năm 1999 và hiện sống tại Hà Nội. Tuy nghỉ hưu, bà vẫn tham gia công tác nghiên cứu.

## Một số tác phẩm tiêu biểu
Bà là tác giả của hơn 40 bài viết đặng trên các tạp chí chuyên ngành như: Tạp chí Hán Nôm, Tạp chí văn học, Nghiên cứu văn hóa nghệ thuật, … cũng như nhiều tham luận tại các hội thảo khoa học trong nước và quốc tế như Đại học Chulalongkorn (Thái Lan), 1998; Đại học Sư phạm Thiên Tân (Trung Quốc), 2001... Dưới đây liệt kê một số tác phẩm tiêu biểu:

### Công trình cá nhân
- Thơ văn Ngô Thì Sĩ (tuyển dịch, giới thiệu), Nhà xuất bản Hà Nội, 1987.
- Ngô Thì Sĩ, những chặng đường thơ văn, Nhà xuất bản Khoa học xã hội, Hà Nội, 1993.
- Những suy nghĩ từ văn học Trung đại, Nhà xuất bản Khoa học xã hội, Hà Nội, 1999.
- Xuyến Ngọc hầu – Tác phẩm, Nhà xuất bản Khoa học xã hội, Hà Nội, 2006.
- Thơ văn Hồng Hà nữ sĩ, Nhà xuất bản Phụ Nữ, 2018.

### Công trình tập thể
- Thơ văn Lý Trần, Nhà xuất bản Khoa học xã hội, Hà Nội, tập 1, 1977, tập 2 quyển thượng 1988.
- Văn học Việt Nam trên những chặng đường chống phong kiến Trung Quốc xâm lược, Nhà xuất bản Khoa học xã hội, Hà Nội, 1982.
- Từ điển văn học, 2 tập; Nhà xuất bản Khoa học xã hội, Hà Nội. 1983, 1984.
- Suy nghĩ mới về Nhật ký trong tù, Nhà xuất bản Giáo dục, Hà Nội, 1990, tái bản năm 1995, 1997.
- Nghệ Tĩnh, gương mặt nhà văn hiện đại, Nhà xuất bản Văn hóa, Hà Nội, 1990.
- Đặng Huy Trứ, con người và tác phẩm, Nhà xuất bản TP. Hồ Chí Minh, 1990.
- Nguyễn Bỉnh Khiêm, danh nhân văn hóa, Bộ văn hóa Thông tin và Thể thao – Viện khoa học xã hội Việt Nam, Hà Nội, 1991.
- Tiếng khóc Nguyễn Gia Thiều, tiếng khóc nhân loại, Sở Văn hóa Thông tin và Thể thao Hà Bắc, 1992.
- Gương mặt văn học Thăng Long, Trung tâm hoạt động văn hóa khoa học Văn Miếu Quốc Tử Giám, Hà Nội, 1994.
- Thi hào Nguyễn Khuyến đời và thơ, Nhà xuất bản Giáo dục, Hà Nội, 1994.
- Nguyễn Quang Bích, nhà yêu nước, nhà thơ, Nhà xuất bản Văn hóa Thông tin, Hà Nội, 1995.
- Chân dung nữ văn nghệ sĩ Việt Nam, Nhà xuất bản Văn hóa Thông tin, Hà Nội, 1995.
- Văn học – Lớp 9 sách giáo viên; Nhà xuất bản, Giáo dục, Hà Nội, 1995, tái bản lần thứ 7, 2002.
- Từ điển văn hóa, tập Danh Nhân; Nhà xuất bản Văn hóa, Hà Nội, 1996.
- Nguyễn Công Trứ, con người, cuộc đời và thơ, Nhà xuất bản Hội nhà văn, Hà Nội, 1997.
- Nguyễn Đổng Chi, người miệt mài tìm kiếm các giá trị văn hóa dân tộc, Nhà xuất bản Khoa học xã hội, Hà Nội, 1997.
- Tân thư và xã hội Việt Nam cuối thế kỷ XIX đầu thế kỷ XX, Nhà xuất bản Chính trị quốc gia, Hà Nội, 1997.
- Những nền văn minh thế giới, Nhà xuất bản Văn hóa, Hà Nội, 1997.
- Nguyễn Huy Tự và Truyện Hoa tiên, Nhà xuất bản Khoa học xã hội, Hà Nội, 1997.
- Tuổi già, mối liên quan giữa các thế hệ, Nhà xuất bản Chính trị quốc gia, Hà Nội, 1997.
- Giảng văn Việt Nam, Nhà xuất bản Giáo dục, Hà Nội, 1998, tái bản lần thứ 7.
- Tổng tập Văn học Việt Nam, tập 2, tập 6, tập 11; Nhà xuất bản Khoa học xã hội, 1998.
- Hoàng đế Lê Thánh Tông, nhà chính trị tài năng, nhà văn hóa kiệt xuất, nhà thơ lớn, Nhà xuất bản Khoa học xã hội, Hà Nội, 1998.
- Nhớ về nhà văn hóa Cao Huy Đỉnh, Nhà xuất bản Khoa học xã hội, Hà Nội, 1998.
- Một số vấn đề văn học sử và lý luận văn học Việt Nam, Nhà xuất bản Khoa học xã hội, Hà Nội, 1999.
- Tản Đà về tác giả và tác phẩm, Nhà xuất bản Giáo dục, Hà Nội, 1999.
- Văn hiến Thăng Long; Công trình của thành phố Hà Nội, 2000.
- Huyền Quang, cuộc đời thơ và đạo (Chủ biên); Nhà xuất bản. TP. Hồ Chí Minh, 2001.
- Đặng Huy Trứ, tư tưởng và nhân cách, Nhà xuất bản Khoa học và xã hội, Hà Nội, 2001.
- Giáo sư Cao Xuân Huy, người thầy, nhà tư tưởng họ Cao, Nhà xuất bản Văn hóa thông tin, Hà Nội, 2001.
- Nguyễn Bỉnh Khiêm, về tác giả và tác phẩm, Nhà xuất bản Giáo dục, Hà Nội, 2001.
- Nhìn lại văn học Việt Nam thế kỷ XX, Nhà xuất bản Chính trị quốc gia, Hà Nội, 2002.
- Tìm hiểu quan niệm và sự hình thành dòng văn trong Văn học Việt Nam (Thế kỷ XVII – Nửa đầu thế kỷ XIX); Nhà xuất bản. Hội nhà văn, Hà Nội, 2005.

### Tác phẩm dịch
- Kho báu đồng thoại thế giới, 4 tập (Chủ biên và đồng dịch giả); Nhà xuất bản. Trẻ, TP. Hồ Chí Minh, 1994, sau đó có tái bản, lần tái bản mới nhất là năm 2003.
- Tuổi mưa tuổi hoa (đồng dịch giả); Nhà xuất bản. Phụ nữ, Hà Nội, 1998.
- Truyền kỳ Việt Nam, 3 tập, đồng dịch giả và nghiên cứu; Nhà xuất bản. Giáo dục; Hà Nội, 1999.
- Liêu trai chí dị (đồng dịch giả); Nhà xuất bản. Văn Học, Hà Nội, 1989; Nhà xuất bản. Văn nghệ TP. Hồ Chí Minh tái bản, 1999.
- Tiễn đăng tân thoại và Truyền kỳ mạn lục (đồng dịch giả); Nhà xuất bản. Văn học, Hà Nội, 1999.
- Ngôi chùa một vùng tâm thức, một vùng thi ca (đồng dịch giả); Nhà xuất bản. Tôn giáo, Hà Nội, 2001.

### Truyện ngắn
- Vườn kỳ trong phủ Chúa (nhiều người viết); Nhà xuất bản. Hà Nội, 1989, tái bản 1994,1998.
- Tiên học lễ (nhiều người viết); Nhà xuất bản. Trẻ, TP. Hồ Chí Minh, 1995, sau đó có tái bản.

## Giải thưởng
PGS.TS. Trần Thị Băng Thanh được nhận Giải thưởng Nhà nước năm 2010 cho cụm công trình về văn học Trung đại Việt Nam của bà, bao gồm hai cuốn Những suy nghĩ từ văn học trung đại, Nhà xuất bản Khoa học xã hội, H.1999; Ngô Thì Sĩ - những chặng đường thơ văn, Nhà xuất bản Khoa học xã hội, H.1992.